# Zalamort
Zalamort ist ein ursprünglich zweiteiliger deutscher Spielfilm des italienischen Filmveterans Emilio Ghione, der auch die Titelrolle spielte, aus dem Jahre 1924. Die weibliche Hauptrolle verkörperte Fern Andra.

## Handlung

### Erster Teil
Zalavie liebt den Kraftmenschen Zalamort und hat ihn geheiratet. In ihren Träumen besteht er zahllose Abenteuer. Beide haben es sich auf die Fahne geschrieben, selbst im schlechtesten Menschen noch das Gute zu suchen und selbiges zu erwecken. Aus diesem Grund nisten sie sich in einer Großstadtkaschemme ein, wo regelmäßig finsteres Gesindel ein und aus geht. Als eine vornehme Gesellschaft in dieser Spelunke einkehrt und von einer Handvoll Finsterlingen bedrängt und überfallen wird, tritt Zalamort mutig dazwischen und erweist sich als furchtloser Retter. Die gerettete Perla Cristal, eine weltgewandte und verführerische Dame, fühlt sich magisch von Zalamort angezogen und umgarnt ihn mit fragwürdigen Methoden, wird aber von diesem zurückgewiesen. Aus verletztem Stolz heraus will sich die Verschmähte, die das Werkzeug des gelähmten Verbrecherkönigs Livido ist, an dem Helden rächen und sorgt dafür, dass Zalamort des Raubmordes beschuldigt wird. Er kommt ins Gefängnis und wird zu lebenslanger Zwangsarbeit verurteilt. Perla lässt Zalavie durch einen Stich in ihre Schläfe ihr Gedächtnis verlieren und damit sukzessive dem Wahnsinn anheimfallen. Wachs in den Händen Lividos, begeht Perla dann auch noch Dokumentendiebstahl und entwendet einem Botschafter mit Hilfe ihres chinesischen Helfershelfer Hasuma, der den Diplomaten betäubt, eine wichtige Schatulle.

### Zweiter Teil
Zalamort wäre kein Superheld, wenn er dem Gefängnis nicht selbstverständlich entfliehen würde. Es dürstet ihn nach Rache, und so nimmt er die Gestalt eines indischen Maharadschas an und lädt Perla in seinen Palast ein. Dort knöpft er sich die Schurkin vor und will sie für ihre Boshaftigkeit und ihre im Auftrag des gelähmten Livido begangenen Verbrechen erdrosseln, da erscheint Zalavie, die passenderweise durch einen Sturz soeben ihren Verstand wiedererlangt hat. Zalamort lässt von Perla ab, die daraufhin das Weite sucht. Gerade noch kann Zalamort die Flucht ihres Lakaien Hatsuma verhindern. Ihm entlockt er ein Geständnis für seine, Perlas und Lividos Missetaten. Jetzt endlich erwacht Zalavie schreckensbleich aus ihrem Traum. Doch ganz scheint die Geschichte nicht erträumt gewesen zu sein, denn Zalavie entdeckt einen Blumenkorb, den Perla Cristal ihrem Retter Zalamort hatte zukommen lassen …

## Produktionsnotizen
Zalamort, auf Filmplakaten angekündigt als Za La Mort. Erlebnisse einer schönen Frau, entstand im Frühwinter 1923/24. Der Film passierte am 18. Februar 1924 die Filmzensur. Der erste Teil des Films maß eine Länge von 1807 Metern, verteilt auf sechs Akte, der zweite war 1439 Meter lang, verteilt ebenfalls auf sechs Akte. Zu einer Aufführung kam es jedoch zunächst nicht.
Zunächst wurde der Streifen wegen seiner angeblichen Verherrlichung der Kriminalität verboten. In der Begründung vom 28. Februar 1924 hieß es unter anderem: „Die Darstellung des Verbrechens wird in diesem Streifen zum Selbstzweck. Eine solche Darstellung untergräbt den Begriff der öffentlichen Rechtsordnung und verleitet zur Nachahmung; sie wirkt entsittlichend und, soweit sie unmittelbar rohe Instinkte zu wecken geeignet ist, verrohend. Diese Wirkung wird durch die Rahmenhandlung noch verstärkt.“ Daraufhin wurde Zalamort massiv umgeschnitten und zu einem einteiligen Film zusammengefasst, der schließlich am 3. April 1924 von der Filmzensur genehmigt wurde. Diese Fassung besaß auch weiterhin sechs Akte, aber nur noch eine Gesamtlänge von lediglich 1979 Metern. Die Uraufführung fand daher etwas verspätet am 1. Mai 1924 in Berlins Marmorhaus statt.
Die Filmbauten entwarf Fritz Lederer.
Regisseur Ghione, der den Filmstoff Zalamort bereits in seiner italienischen Heimat auf die Leinwand gebannt hatte, kam für eine deutsche Fassung extra nach Berlin. Da sich der erhoffte Erfolg nicht einstellte, war damit seine Karriere als Filmregisseur beendet, und er kehrte nach Rom zurück.